# 4 TIMES
Singles de Kumi Kōda
Pop Diva
(2011) Ai wo Tomenaide
(2011)
4 TIMES est le 50e single de Kumi Kōda sorti sous le label Rhythm Zone le 17 août 2011 au Japon. Il sort en 4 formats pour fêter son 50e single, CD, CD+DVD, CD+Qlix Digital Camera et CD+Postcard, sur ces deux dernières versions il n'y a que la chanson Poppin’love cocktail feat.TEEDA. Il arrive 6e à l'Oricon. Il se vend à 54 773 exemplaires la première semaine et reste classé huit semaines pour un total de 73 047 exemplaires vendus en tout. C'est le premier single qui n'arrive pas dans le top 5 depuis Lies en 2006. Les quatre chansons se trouvent sur l'album Japonesque.

## Liste des titres
| 1. | Introduction～sunny time～      | 0:40 |
| 2. | Poppin’love cocktail feat.TEEDA | 5:00 |
| 3. | Interlude～sunset time～        | 0:36 |
| 4. | IN THE AIR                      | 4:08 |
| 5. | Interlude～midnight time～      | 0:28 |
| 6. | V.I.P.                          | 3:05 |
| 7. | Interlude～time to ... love～   | 0:36 |
| 8. | KO-SO-KO-SO                     | 3:19 |

| 1. | Poppin’love cocktail feat.TEEDA |  |
| 2. | V.I.P.                          |  |
| 3. | KO-SO-KO-SO                     |  |
| 4. | IN THE AIR                      |  |